# Amleto Cardone
Amleto Cardone (Miglionico, 21 luglio 1910 – Leporano, 31 ottobre 2006) è stato un compositore, direttore di banda e pianista italiano.

## Biografia
Nasce a Miglionico da Giuseppe Cardone e da Giovanna Russo. Inizia gli studi di pianoforte e armonia sotto la guida del padre, si diploma in composizione e strumentazione per banda presso il Conservatorio Giuseppe Tartini di Trieste con il massimo dei voti.
Direttore della Scuola di Musica e della Banda di Gallipoli (LE) dal 1934 al 1936, di quella di Benevento nel 1937, di quella di Sava (TA) nel 1938 e di quella di Soriano nel Cimino (VT) dal 1939 al 1940. Durante il periodo bellico dirige vari complessi sinfonici a Milano, Torino, Genova, Napoli, La Spezia e Bologna. Collabora come direttore d'orchestra e pianista con varie compagnie teatrali tra le quali quelle di Ugo Tognazzi e Raimondo Vianello, Erminio Macario, Walter Chiari, Lucia Bosè, Wanda Osiris, in tournée nei migliori teatri della penisola. Dal 1948 riassume la direzione della Scuola di Musica e della Banda Musicale di Soriano nel Cimino (VT) sino al 1963.
Valente compositore ha al suo attivo moltissime opere per Banda Musicale e per Orchestra, fra le quali ricordiamo:
“Lazio Gentile”, “Concerto per Clarinetto”, “Sinfonia in Do maggiore”, “Sfilando”, “Le Grotte di Postumia”, “Un saluto a Soriano”, “Gregory” e numerose altre. È anche autore di “Capriccio” concerto in tre variazioni per clarinetto, molto apprezzato da numerosi professori e concertisti solisti dello strumento. Ha composto due opere liriche in tre atti: Malìa e Proémio oltre a varie composizioni per Banda e Orchestra trasmesse dalla Radio Nazionale.
Nel 1963 lascia la direzione della Scuola di Musica e della banda di Soriano nel Cimino per trasferirsi a Taranto dove assume la direzione dei corsi ANBIMA presso l'Istituto Salesiani “Don Bosco”, nello stesso anno consegue l'abilitazione all'insegnamento della musica e canto corale nelle scuole d'Istruzione Secondaria. Insegna la materia in diverse scuole medie della Provincia di Taranto per poi stabilirsi in maniera definitiva alla S.M.S. Bettolo di Taranto sino al raggiungimento della quiescenza.
Nel 1978 partecipa e vince il “Concorso Nazionale per la Composizione di una marcia funebre” organizzato dall'E.P.T. di Taranto e dalle Confraternite dell'Addolorata e del Carmine di Taranto con "Grido di Dolore", struggente marcia funebre apprezzata ed eseguita da numerosi complessi bandistici su tutto il territorio nazionale ed in particolare durante i Riti della Settimana Santa a Taranto e come prima marcia all'uscita della statua dell'Addolorata. Completano le composizioni di marce funebri eseguite tutt'oggi, “Corona di Spine”, “Venerdì Santo” e “I Sepolcri”.
Ha impartito lezioni private di musica, solfeggio, composizione, armonia, strumentazione, pianoforte, clarinetto, tromba, trombone e altri strumenti a fiato, a percussione e a corda.
Nel 1997 in Napoli, riceve dalla SIAE l‘Attestato per cinquanta anni di adesione alla società in qualità di socio compositore ed autore. Nel 1999 è premiato con la Vojola d’Oro quale personaggio illustre di Soriano nel Cimino (VT) per aver diretto la Scuola di Musica e la Banda Municipale. Ha partecipato come pianista con la sorella Wally, soprano lirico, a vari concerti tenutosi in vari teatri ed a numerose trasmissioni televisive.
Nel 2000 si trasferisce nella casa paterna in Grottaglie (TA) con le sorelle Fedora e Wally, alla morte delle quali si stabilisce presso la famiglia del suo amato figlio Gregorio dove, serenamente con le sue nipoti adorate Elena ed Adriana e con la nuora Rosanna, per lui più di una figlia, trascorre gli ultimi mesi della sua vita terrena. Si spegne in Leporano (TA) il 31 ottobre 2006 alla veneranda età di 96 anni.

## Composizioni

### Musica per banda
- Lazio Gentile;
- Concerto per Clarinetto;
- Sinfonia in Do maggiore;
- Sfilando;
- Giochi Olimpici;
- Le Grotte di Postumia
- Un saluto a Soriano;
- Gregory;
- Grido di Dolore (1978);
- Corona di Spine;
- Venerdì Santo;
- I Sepolcri.

### Melodrammi
- Malìa;
- Proémio.